# زنجیره رالیک
زنجیره رالیک (Rālik) یک زنجیره جزیره ای که در کشور جزایر مارشال واقع شده‌است. جمعیت جزایر راتاک در سال ۱۹۹۹ بالغ بر ۱۹٬۹۱۵ تن بود.